# Orde de Sant Columbà
L′orde de Sant Columbà, també anomenat Orde Columbanià, va ser un orde monàstic que seguia la regla de Sant Columbà, redactada cap al 591 per Sant Columbà i que conferí al monaquisme occidental de ritu cèltic irlandès la seva forma definitiva. Amb la fundació de l'abadia de Bobbio en 614, aquesta esdevingué la casa mare dels monestirs columbanians europeus. L'orde, els monestirs de la qual van anar adoptant gradualment la regla de Sant Benet, va desaparèixer el 1448.

## Història

### Precedents
Irlanda havia estat cristianitzada durant el segle v, tot i no formar part de l'Imperi Romà, a partir de la tasca de Patrici d'Irlanda i els seus deixebles. El fet de romandre aïllada i en pau, i per influència de la tradició dels clans, va propiciar que s'hi desenvolupessin nombroses comunitats monàstiques que esdevingueren centres espirituals i de cultura, amb scriptoria i biblioteques. Quan les invasions bàrbares van acabar amb les comunitats de la resta d'Europa, les irlandeses van continuar la seva tasca. Una característica d'aquestes comunitats era el del deure de la peregrinatio Dei, que instava als monjos a deixar el monestir, un cop formats, per anar a fundar d'altres comunitat i, així, estendre la religió i l'ideal de vida monàstica: sempre marxava un monjo ancià amb dotze joves, que formarien el nucli de la nova comunitat.
La primera comunitat monàstica havia estat l'abadia de Clonard, formada per Finnian de Clonard, al comtat de Meath cap al 520. Des d'allí, els anomenats Dotze Apòstols d'Irlanda van fundar altres monestirs arreu de l'illa com el de Bangor (fundat el 559 per Sant Comgall.
Després, els monjos irlandesos van iniciar la reevangelització d'altres terres, marxant-hi com a missioners i fundant-hi nous monestirs: Columba d'Iona a Escòcia, o Sant Aidan a Lindisfarne (635), amb d'altres, van cristianitzar la Gran Bretanya entre els segles vi i vii.

### Sant Columbà
El 590 Columbà sortí de Bangor amb dotze companys, cap a terres merovíngies. Allí fundà, sobre el model irlandès, el monestir de Sant Martí a Annegray (Franc Comtat, el 591-592; el 593 el de Sant Pere a Luxeuil-les-Bains, el 593 i poc després el de Sant Pancraç de Fontaines, proper als altres dos. Va ser llavors quan va començar a redactar la Regula monachorum per a establir la norma de vida dels monjos, a partir de l'experiència irlandesa i de les fundacions ja existents a Fontaines i Luxueil.
Exiliat de França, va fundar a Bregenz, a la ribera del Llac de Constança, el monestir de Santa Aurèlia, el 611. S'adreçà llavors cap a Roma, però de camí va fundar a Bobbio, prop de Pavia, una abadia (614) on morí l'any següent.

### Fundacions posteriors i unió dels cenobis irlandesos
La regla monàstica va ser aprovada per un concili a Mâcon el 627.
Els deixebles de Columbà van fundar més monestir: Deícol va fundar el de Lure (Franc Comtat) en 610; Amé de Remiremont el de Remiremont en 620, monestir dúplice (masculí i femení alhora); Sant Filibert el de Jumièges (Normandia) en 654 i el de Noirmoutier (Vendée) el 675.
El 664 el Sínode de Whitby va fer que tots els monestirs irlandesos o dependents d'ells adoptessin la regla de Sant Columbà, unint-los als que havien fundat Columbà i els seus deixebles. A l'orde s'incorporen llavors monestirs importants com els de: Armagh, Kildare, Durrow (553), Kells (554), Derry, Clonfert (559), Bangor (559), Glendalough, Iona o Lindisfarne, entre d'altres.
Nombrosos monjos irlandesos van continuar les missions d'evangelització a Gran Bretanya i el continent europeu: Disibod funda l'abadia de Disibodenberg el 640, Feuillen el de Fosses-la-Ville a Namur a mitjan segle vii, Pirmí l'abadia de Reichenau el 724. Fridolí, a Suïssa, funda Säckingen el 878.

### Assimilació per part dels benedictins i desaparició
La regla columbaniana era extremadament severa i bastant imprecisa, per la qual cosa, de mica en mica, va anar essent modificada o abandonada; des del 628, els monestirs que l'abandonen adopten la Regla de Sant Benet, més moderada en el rigor i l'austeritat i que, en el fons, tenia molts punts de contacte amb la de Columbà (en la seva reforma de la regla benedictina, Benet d'Aniana hi incorpora alguns articles de la regla columbaniana). El 745, el concili dels francs, dirigit per Sant Bonifaci de Magúncia, decideix que els monestirs del regne adoptin la regla benedictina. Altres monestirs columbanians també van modificar la regla: en la part referida a la vida cenobítica seguien la regla benedictina, més suportable, i mantenien la columbaniana en el referit a l'estudi i l'ensenyament, element bàsic de la seva activitat.
Als segles IX i X, però, els bisbes van obligar alguns monestirs columbanians a deixar la regla original i adscriure's a l'Orde de Sant Benet, perdent així la seva autonomia. Les fundacions alemanyes d'origen columbanià, ja benedictines, es van aplegar en una congregació aprovada per Innocenci III en 1215; l'abat general era l'abad de Sankt Jakob de Ratisbona, anomenat també Monestir Escot, fundat el 1090. Cap al segle XI-XII, però, va haver-hi una revifalla de fundacions de monjos escots, com eren anomenats: el de Ratisbona (1072), a partir del qual es fundaren d'altres al segle xiii.
Al segle xiv, la majoria de monestirs de l'orde estaven en declivi, ja per la manca de vocacions (l'austeritat de la regla feia que no n'hi hagués) o per manca de recursos econòmics. Això obligà a molts monestirs a canviar la seva regla de vida (sobretot per la benedictina) o a ésser suprimits.
El de Bobbio, casa mare de l'orde, mantingué la regla, però des del 1200 (des del Procés de Cremona) l'autoritat de l'abat estava sotmesa a la del bisbe de Bobbio. El 30 de setembre de 1448 el papa Nicolau V suprimí l'orde. El monestir de Bobbio va passar llavors a la Congregació Benedictina de Santa Justina de Pàdua.
Posteriorment, quan la reforma protestant expulsà els benedictins d'Escòcia, molts es refugiaren en antics monestirs alemanys de fundació irlandesa, però ja amb la Regla de Sant Benet. Les fundacions, però, tampoc no sobrevisqueren i el 1862 Pius IX va suprimir l'últim monestir d'origen irlandès d'Alemanya.

## Fraternitat de Sant Columbà
En 1955, monsenyor Tugdual, eremita a Bretanya va iniciar la restauració del monaquisme columbanià, amb el suport del bisbe gal·licà Julien i del bisbe Eugène, ortodox ucraïnès. Va fundar la Fraternitat de Sant Columbà amb aquest objectiu, oberta a religiosos i laics que volguessin viure, en comunitat o no, segons la Regla de Sant Columbà.

## Regla de Sant Columbà
Encara que coneguda amb aquest nom, es tracta d'un recull de tres textos independents, escrits pel sant amb el propòsit d'ajudar els monjos en la seva vida comunitària, però no tant amb la idea de redactar una regla sistemàtica de vida. Els textos són:
- la Regula monachorum, redactada cap al 591-592 per als monjos d'Annegray, Luxeuil i Fontaines, els capítols de la qual corresponen a les virtuts que ha de tenir al monjo: obediència, silenci, dejuni, menyspreu dels béns terrenals, repudi de la vanitat, castedat, pregària, discreció, mortificació de la supèrbia i l'orgull, i bon exemple. A partir de les virtuts, desenvolupa els deures i, en cas d'incompliment, el càstig corresponent.
- la Regula cenobialis, un penitencial, de fet, és a dir, un recull de les penes o penitències que els monjos han de complir quan facin una falta. La primera part són sentències dites pel mateix Columbà quan va ser a la Borgonya (les penitències solen ser cops en diferents nombres); la segona part, posterior, formula les penes en dies de dejuni o en recitat de salms: s'adreça a un tipus de comunitat no tan ascètica com la primera.
- el Poenitentiale, recull de sancions per les faltes comeses, com l'anterior, però en aquest cas adreçat als laics, clergues i monjos. Són interessants els capítols dedicats a la confessió pública i privada dels pecats.

Va ser aprovada al Concilio de Mâcon el 627, on la va presentar i defensar l'abat Sant Eustasi de Luxueil.
Els deures del monjo són la vida en comunitat, que permet d'arribar a l'obediència a l'abat, que al seu torn dona humilitat, paciència i dolçor al monjo. La pobresa és inherent al monjo, que deu abandonar tots els seus béns, i és extensiva a la comunitat del monestir: només pot posseir els ramats de bestiar i si res algun donatiu en metàl·lic, ha de donar-ho als pobres.
Per garantir la castedat, i atès que els monestirs poden ser dúplices, el monjo no pot passar la nit en un lloc on hi hagi una verge, ni tenir-hi conversacions regularment, ni viatjar amb una d'elles. El dejuni quotidià també està aconsellat: és obligatori els dimecres i divendres. Es recomanava també dormir el menys possible: la regla preveia nombroses feines per al monjo, tant manuals com intel·lectuals, per tal que ocupés el seu temps: una d'elles era la còpia de manuscrits als scriptoria, a més del treball al camp.

## Organització del monestir
Cada monestir constituïa una comunitat independent, amb autonomia respecte a les altres. Amb el temps, van acabar depenent dels bisbes locals. L'autoritat màxima n'era l'abat; en monestirs grans, podia haver-hi per sota un prior o un sotsprior, que l'ajudaven en el govern de la comunitat. El sagristà s'ocupava de la cura de l'església i el seu equipament, a més de tenir al seu càrrec la il·luminació del monestir. De vegades, l'ajudava un tresorer, encarregat de la cura i vigilància dels vasos sagrats, reliquiaris, etc. L'infermer s'encarregava dels malalts.
Els monestirs podien arribar a tenir centenars de monjos, a més dels llecs que treballaven per a la comunitat i les seves famílies. Constituïen, doncs, nuclis de població que contribuïen a colonitzar tot un territori i que, habitualment, donaven origen a una població al voltant del monestir.
Sant Columbà esmenta a la regla els espais i parts que ha de tenir un monestir, especificant-ne la funció:
1. . L'oratori o església, nucli de la comunitat, on es fan els oficis de la litúrgia de les hores.
2. . El dormitori, on es dormia en comunitat: un llum havia de ser-hi sempre encès. Amb el temps, es van fer cel·les individuals, per facilitar l'estudi i el treball intel·lectual de cada monjo.
3. . El refetor o menjador, on la comunitat feia els àpats en comú. Mentre s'hi menjava, un monjo llegia parts de la Bíblia mentre els altres monjos romanien en silenci.
4. . La cuina, on els monjos treballaven segons torns setmanals, de manera que tots ho fessin. Era prop del refetor. En monestirs molt grans, estaven dividides, com els refetors: per als monjos, els novicis i els hostes.
5. . Els magatzems: cellers on es guardava el menjar, graners, etc.
6. . La infermeria, edifici separat, habitualment, per a hostatjar-hi els malalts o ancians que necessitaven cures mèdiques. Molt sovint tenien un jardí per a conrear-hi herbes remeieres.

Amb vista a ser autosuficients, alguns monestirs tenien molins, forns, establies, cantines, tallers, etc.
Part important dels monestirs de l'orde van ser els scriptoria i biblioteques, on es copiaven i es guardaven els còdexs que permetrien l'estudi i l'ensenyament. La tasca de còpia de manuscrits antics (essencialment com a manera de preservar i transmetre la ciència antiga i, en el cas de les obres literàries, com a model de la llengua llatina) va permetre, d'altra banda, la conservació de bona part del llegat clàssic grecoromà que ens ha arribat. Molts monestirs tenien escoles on ensenyaven les primeres lletres i altres matèries als oblats, nens que els pares hi deixaven perquè seguissin la vida monàstica en créixer. Amb el temps, es van obrir als nens, encara que no s'hi quedessin després, essent les úniques escoles on podien anar en aquella època.
També era important l'hostatgeria, ja que la comunitat tenia el deure d'acollir qualsevol pelegrí o persona que, essent-hi de pas, ho demanés. Normalment estaven en edificis separats de la clausura del monestir.

## Influència
Els monjos columbanians van ser fonamentals en la difusió del cristianisme en Europa, que per les invasions germàniques havia quedat descristianitzada en bona part de les actuals França i Alemanya. Les missions irlandeses van evangelitzar Gran Bretanya, França, Alemanya, Àustria i Suïssa i, a partir del segle VII i VIII, monjos d'aquestes comunitats començaren missions més cap a l'est. A banda, d'això, la tasca de repoblació i llaurat de terres que es duia a terme al voltant dels monestirs va contribuir a la colonització de grans territoris. Van introduir la rotació triennal dels conreus, testimoniada el 763 a Sankt Gallen, que va millorar el rendiment de les terres.
En el camp cultural, l'activitat dels monestirs irlandesos va ser també important: la regla de Sant Columbà no obligava els monjos a l'estudi, però en destacava la importància i l'encoratjava. Per això, els monestirs van dedicar molts recursos a la còpia de manuscrits en els seus scriptoria, que van contribuir a la conservació i difusió del llegat clàssic i de l'Alta Edat Mitjana. També van ser centres d'ensenyament, ja que comptaven amb escoles obertes als laics.
Benet XVI dedicà un discurs, l'11 de juny de 2008, a la figura de Columbà, anomenant-lo protector d'Europa, i algunes associacions catòliques han demanat, per això, que fos declarat patró d'Europa, juntament amb els ja existents.